# Daviesia decurrens
Daviesia decurrens là một loài thực vật có hoa trong họ Đậu. Loài này được Meissner miêu tả khoa học đầu tiên.